# Tar-Anducal
Tar-Anducal, que significa Luz del Oeste en quenya, era el nombre real asumido por Herucalmo, que significa "Señor de la Luz", después de la muerte de su esposa, Tar-Vanimeldë, la tercera reina gobernante de Númenor. Es un personaje ficticio perteneciente al legendarium del escritor J. R. R. Tolkien.
Herucalmo era descendiente de Tar-Atanamir y se casó con Tar-Vanimeldë, que era un pariente mayor del mismo grado. Tar-Vanimeldë tenía poco interés en sus deberes como gobernante (prefiriendo disfrutar de la música y la danza) por lo que Herucalmo se convirtió en eminencia gris de su esposa ejerciendo el poder de hecho. Cuando su esposa murió, Herucalmo usurpó la corona que debería haber pasado a su hijo, Alcarin y gobernó Númenor durante veinte años hasta que murió en el año 2657 S. E..Tras su muerte, la corona regresó al legítimo heredero, Tar-Alcarin. 
Tar-Anducal aunque fue rey es considerado un usurpador y por lo tano no se le contabiliza en la Línea de Reyes como el decimoséptimo gobernante de Númenor.